# Tullytown
Tullytown é um distrito localizado no estado norte-americano de Pensilvânia, no Condado de Bucks.

## Demografia
Segundo o censo norte-americano de 2000, a sua população era de 2031 habitantes.
Em 2006, foi estimada uma população de 1987, um decréscimo de 44 (-2.2%).

## Geografia
De acordo com o United States Census Bureau tem uma área de
5,4 km², dos quais 4,1 km² cobertos por terra e 1,3 km² cobertos por água.

## Localidades na vizinhança
O diagrama seguinte representa as localidades num raio de 8 km ao redor de Tullytown.